# Málmey
Málmey (isländskt uttal: [ˈmaulmˌeiː]) är en ö i republiken Island.   Den ligger i regionen Norðurland vestra, i den nordvästra delen av landet. Málmey är obebodd och ligger utanför Islands norra kust. Tillsammans med Drangey och Lundey är den en av de tre öarna i fjorden Skagafjörður.  Málmey ligger på den östra sidan av fjorden. Ön är  lång och smal, cirka 4 km lång och cirka 1 km bred, och den är smalare i både den norra och den södra änden. Den är omgiven av klippor på alla sidor, och den når en höjd av 156 m över havet i sin norra del.
På den sydöstra delen av ön finns en fyr som byggdes 1937. Ön var bebodd fram till 1950, då en brand förstörde den gård som fanns på ön, och som hyste 14 personer. Sedan dess har ön varit obebodd. Málmey tillhör nu fyr- och hamnmyndigheten på Island, och är endast tillgänglig med båt.
Málmey nämns i Sturlunga saga som den plats dit biskopen Gudmund Arason år 1221 flydde för att undkomma Tumi Sighvatsson och hans män, som hotade att döda honom. Gudmund lämnade ön på påskdagen, sedan hans anhängare hade dödat Tumi Sighvatsson.